# Kościół św. Wacława na Chloumku
Kościół św. Wacława na Chloumku – zabytkowy kościół katolicki zlokalizowany w Czechach, na wzgórzu Chloumek u Habřiny, w pobliżu wsi Habřina (powiat Hradec Králové, kraj hradecki).

## Historia
Pierwotnie gotycki kościół, został przebudowany w stylu barokowym. Istnieje legenda o założeniu kościoła, zgodnie z którą fundacja związana jest z najazdem wojska polskiego pod wodzą Bolesława Krzywoustego, któremu towarzyszył czeski książę Sobiesław I Przemyślida, przeciwko czeskiemu księciu Władysławowi I Przemyślidzie (1110). W pobliżu wzgórza koło Račic nad Trotinou i rzeki Trotiny, 8 października 1110 stoczono bitwę, podczas której ranny został nieznany czeski wieśniak. Był prześladowany przez lokalnych bandytów na zboczu Chloumka. Tutaj ukrył się w dziurze borsuka i uratował w ten sposób życie. Z wdzięczności zbudował drewnianą kaplicę pod wezwaniem św. Wacława. Obiekt jest wspomniany na piśmie w 1295. W 1357 był kościołem parafialnym.

## Architektura
Kościół jest jednonawowy z przedsionkiem po stronie południowej i zakrystią po stronie północnej. Prezbiterium jest zamknięte wielobocznie i ma dwa segmentowe okna. Jest oddzielone od nawy łukiem tęczowym. Kościół ma sklepienie kolebkowe. W swojej obecnej formie, kościół został ukończony prawdopodobnie na przełomie XVI i XVII wieku. Zwornik nad głównym wejściem ma wyrytą datę 1702. Oryginalną, drewnianą dzwonnicę zastąpiono w 1870 murowaną, a w 1890 w jej aneksie wybudowano mieszkanie grabarza.

## Wnętrze
Oryginalne meble są drewniane, barokowe. Ołtarz główny jest prawie całkowicie pozbawiony dekoracji, ponieważ po 1990 kościół był kilkakrotnie obrabowany. Przy ołtarzu znajduje się nagrobek z urną Fryderyka Rodovskiego z Hustířan z 1591, odnowiony w 1988. Inne nagrobki rodziny Rodovskich są umieszczane w zewnętrznych ścianach kościoła.

## Organy
W kościele znajduje instrument z pneumatycznym napędem z 1905, ale jest on obecnie w złym stanie.